# Сирмијано ди Сопра (Болцано)
Сирмијано ди Сопра је насеље у Италији у округу Болцано, региону Трентино-Јужни Тирол.
Према процени из 2011. у насељу је живело 28 становника. Насеље се налази на надморској висини од 929 м.